# Gurindjistrejken 1966
Gurindjistrejken (engelska: The Gurindji strike eller Wave Hill Walk-Off) var en strejk genomförd av 200 gurindjiska boskapsskötare och hushållsarbetare på boskapsranchen Wave Hill i Norra territoriet, Australien. Strejken, eller protestaktionen, inleddes i augusti 1966 och kom att pågå ända till 1975. 

## Strejkåren
Under strejkåren etablerade Gurindjifolket en bosättning i närheten av Wattie Creek (även kallat Daguragu]). Där drog de upp kartor där de beskrev vilka områden som de ansåg borde återlämnas till dem. 

## Strejken i populärkulturen
- Ted Egan skrev sången Gurindji Blues på 1960-talet tillsammans med Vincent Lingiari.
- Paul Kellys låt From Little Things Big Things Grow handlar om strejken.